# Alcides Paiva
Alcides de Barros Paiva (* 5. September 1894 in Rio de Janeiro; † 5. Dezember 1959) war ein brasilianischer Wasserballspieler.

## Karriere
Alcides Paiva nahm an den Olympischen Spielen 1920 in Antwerpen teil. Hier erreichte er mit der brasilianischen Nationalmannschaft den sechsten Rang.